# Radical 6

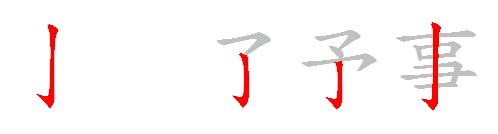

Le radical 6 (亅) est un des 214 radicaux de Kangxi.
- Pinyin : re
- Zhuyin : レ
- Hiragana : はねぼう hanebô
- Kanji: 撥棒 hanebô

## Caractères avec le radical 6
| Traits                   | Caractères |
| ------------------------ | ---------- |
| 1 trait supplémentaire   | 了         |
| 2 traits supplémentaires | 亇         |
| 3 traits supplémentaires | 予         |
| 5 traits supplémentaires | 争         |
| 6 traits supplémentaires | 亊         |
| 7 traits supplémentaires | 事         |